# Воєнні злочини в Миколаївській області під час російсько-української війни

Розбомблена Миколаївська ОДА. Миколаїв

## 2022
7 березня російські війська накрили Миколаїв з систем залпового вогню, які викликали руйнування і пожежі у місті. З «Градів» було обстріляно житловий мікрорайон Балабанівка у південній частині Миколаєва.
8 березня на Кіровоградській трасі окупанти розстріляли автомобіль з працівниками дитячого будинку сімейного типу. Три пасажири загинуло на місці, ще двоє поранено
11 березня російські війська обстріляли миколаївську онколікарню.
13 березня російська авіація нанесла бомбовий удар по приміщенню школи в одному з населених пунктів, внаслідок чого люди опинились під завалами. Внаслідок удару загинуло 7 цивільних, ще 3 постраждали.
14 березня приблизно о 06:00 ранку російський літак скинув чотири авіабомби ФАБ-250 на вулицю Жовтнева в м.Снігурівка. Внаслідок ворожого авіаудару загинуло двоє мешканців та ще троє жителів отримали поранення. Рятувальникам довелось діставати з під завалів шістьох жителів. По вулиці Жовтневій було повністю знищено 11 будинків та ще 30 домоволодінь пошкоджено.
19 березня у селі Лоцкине було поховано активіста Сергія Божка, якого викрали та замордували окупанти.
23 березня в Миколаєві в результаті ракетного обстрілу зруйновано психіатричну лікарню.
24 березня російські військові обстріляли зі «Смерчу» село Явкине. Під обстріли потрапили житлові будинки, школа, лікарня, адмінбудівля, дитячий майданчик. Загинуло троє цивільних людей, ще 13 отримали поранення.
Окупаційні війська Російської Федерації 29 березня здійснили ракетний удар по будівлі Миколаївської ОДА. Внаслідок ракетного обстрілу окупантами будівлі, загинуло 37 людей.
3 квітня унаслідок ворожих обстрілів житлової забудови загинули 7 жителів Очакова, ще 20 — отримали поранення. Того ж дня під час обстрілу Миколаєва російські ракети влучили у 5 медзакладів. Також було пошкоджено матеріально-технічну базу елеваторного комплексу ТОВ «Баловнянська виробнича база». Всього загинули вісім осіб, ще 34 зазнали поранень. 3 квітня внаслідок ракетного удару було пошкоджено матеріально-технічну базу елеваторного комплексу ТОВ «Баловнянська виробнича база». Роботу підприємства після завданої шкоди зупинено.
4 квітня російські військові обстріляли спальні райони, дитячу лікарню, заклади освіти та зупинку транспорту у Миколаєві, застосувавши заборонені касетні боєприпаси. Загинуло 12 людей, у тому числі дитина, 41 особа дістала поранення, у тому числі 4 дітей.
На Миколаївщині окупанти після катувань вбили свободівця Сергія Божка.
15 квітня внаслідок обстрілів житлових будинків і відділення Нової пошти у Миколаєві 5 людей загинули і 18 поранені..
19 квітня російські окупанти бомбардували лікарню у Баштанці Миколаївської області, зафіксовано поранення цивільних.
20 квітня Миколаїв обстріляно з систем залпового вогню «Смерч». Уражено місцевий яхт-клуб, стоматологічну поліклініку, інші об'єкти інфраструктури, виниклі пожежі.
25 квітня завдано кількох ракетних ударів по Очакову, з використанням протикорабельних ракет типу Х-35. Пошкоджено кілька цивільних об'єктів уздовж узбережжя. Того ж дня російські військові обстріляли Миколаїв із ракетних систем залпового вогню «Смерч». Вогневе ураження було завдано по житловому масиву, одну людину поранено. Зруйновано цех приватного підприємства харчової промисловості, пошкоджено продуктовий супермаркет, вибито вікна у багатьох квартирах.
3 травня у звільненому від російських окупантів селі на Миколаївщині у спільній могилі виявили тіла двох місцевих жителів зі слідами катувань: у одного з них були зв'язані ноги.
7 травня внаслідок ворожого обстрілу Корабельного району міста Миколаєва було пошкоджено балкони та скло вікон у двох квартирах дев'ятиповерхового житлового будинку та зайнялася покрівля бібліотеки, розташованої на першому поверсі цієї ж будівлі.
За добу 8 травня внаслідок ракетних та артилерійських обстрілів області було поранено 27 людей та вбито вчительку російської мови.
Внаслідок обстрілу російських окупаційних військ 9 травня у Миколаївській області загинув чоловік.
Станом на 22 травня російські окупанти пошкодили або знищили понад 3600 цивільних об'єктів. Більша частина з них — житловий фонд..
Окупанти 25 травня 2022 року вбили одну людину і ще 14 поранили обстрілами на Миколаївщині..
Жінка, яка пасла корів, загинула на Миколаївщині внаслідок обстрілу окупантами 26 травня 2022 року. Минулої доби на Миколаївщині поранень зазнали 14 людей.
Протягом доби 31 травня 2022 року ворог зруйнував 20 цивільних об'єктів у Миколаївській області..
Російські окупанти 1 червня 2022 року вчергове обстріляли житлові квартали у двох районах Миколаєва. Пошкоджені 2 багатоповерхівки, 4 приватні будинки та господарські будівлі. Через обстріл російських окупантів у Миколаєві загинули 2 людини, ще 2 — отримали поранення..
Впродовж доби 2 червня росіяни зруйнували 23 об'єкти цивільної інфраструктури Миколаївщини.
Миколаїв протягом дня 4 червня було обстріляно тричі: з РСЗВ «Ураган», артилерією 152-го калібру і 203-го. За даними ОК «Південь», внаслідок обстрілів загинуло троє мирних мешканців і ще кілька цивільних осіб дістали важких поранень. У Миколаєві рятувальники 5 червня продовжують гасити масштабну пожежу на об'єкті інфраструктури, що виникла внаслідок російського обстрілу 4 червня..
Російські війська знищили другий за величиною зерновий термінал в Україні в Миколаєві.
Росіяни 8 червня 2022 року завдали ударів по 5 населених пунктах Миколаївщини. Є загиблі та поранені.
Україна втратила приблизно 250—300 тис. тонн зернових через знищення Миколаївського зернового терміналу.
17 червня у житловий квартал одного з районів Миколаєва влучили ворожі ракети. Пошкоджено п'ять будинків, 1 загиблий, 19 — постраждалих.
Унаслідок російських обстрілів Миколаєва 21 червня 2022 року загинула одна людина, ще троє отримали поранення.
Внаслідок ракетного удару у багатоповерхівку в Миколаєві 29 червня 2022 року загинуло 8 осіб, ще є 6 осіб поранено.
30 червня російські війська обстріляли з РСЗВ віддалений район міста, внаслідок чого було пошкоджено 18 приватних житлових будинків.
1 липня Миколаїв піддався масованому ракетному обстрілу з боку російських окупантів — по місту було випущено 12 ракет. 30 липня російські окупанти обстріляли спальний район Миколаєва. Відомо про загиблого та шістьох поранених.
31 липня після 01:00 та вранці, близько 05:00 росіяни випустили по Миколаєву близько 40 ракет, це був один з наймасштабніших обстрілів від початку вторгнення РФ в Україну. Внаслідок обстрілів пошкоджено кілька об'єктів інфраструктури. Зокрема готель, спортивний комплекс, два заклади освіти та СТО. Також пошкоджено житлові будинки. під час цього обстрілу загинув Герой України, засновник сільськогосподарського підприємства «Нібулон» Олексій Вадатурський разом з дружиною. Ракета влучила в їхній будинок вночі, коли подружжя спало. В Офісі Президента України заявили, що це навмисне вбивство, один з актів тероризму Росії в Україні
18 серпня внаслідок російських обстрілів житлової забудови Миколаєва одна людина загинула і ще дві отримали поранення.
19 серпня був здійснений обстріл Миколаєва з систем С-300, зазнав руйнувань університет імені П. Могили, пошкоджено будинки, є постраждалий.
20 серпня був здійснений обстріл Миколаєва, внаслідок якого дістала пошкодження житлова забудова, троє людей дістали поранення.
21 серпня зазнало обстрілу місто Миколаїв, ворог завдав удару ракетами типу С-300, відомо про влучання на територію підприємства. Інші влучання були по околицях міста.
22 серпня відбувся обстріл цивільної інфраструктури Миколаєва із комплексів С-300, пошкоджені житлові будинки.
23 серпня зазнали обстрілів населені пункти Баштанського району, зафіксовано руйнування житлових будинків, дістали поранення цивільні, у тому числі діти.
25 серпня російська армія обстріляла житлову забудову міста Миколаїв. Окупанти застосували ракети С-300.
28серпня окупанти обстріляли житлові квартали Миколаєва і області. Унаслідок обстрілів пошкоджено інфраструктуру порту, житлові будинки. Є загиблий і поранені.
29 серпня російські окупанти обстріляли Миколаїв, по місту влучило 12 ракет 5В55 із системи С-300, двоє людей загинули, 24 поранені. Було знищено житлову забудову та навчальні заклади.
30 серпня внаслідок масованого обстрілу житлової забудови Миколаєва одна людина загинула та одна дістала поранення.
У Миколаєві внаслідок ракетного удару РФ у суботу 31 грудня 2022 року поранено 6 осіб, також пошкоджено цивільну інфраструктуру.

## 2023
14 липня 2023 року у Воскресенській територіальній громаді Миколаївської області правоохоронці виявили та ексгумували тіла двох чоловіків, яких розстріляли російські військові у період окупації в 2022 році.